# ATP7B
El gen ATP7B es un gen que codifica para la síntesis del polipéptido beta de la ATPasa transportadora de cobre (Cu++). El gen se encuentra localizado en el brazo largo (q) del cromosoma 13 en humanos, y presenta una longitud de 78.825 pares de bases. El gen codifica para un polipéptido de 1465 aminoácido (157.334 Da), que tras la traducción es enviado a distintos compartimentos subcelulares, predominantemente la red Trans-Golgi, aunque también puede ser encontrado en la mitocondria. En respuesta a elevados niveles de Cu++, se expresa además en la membrana plasmática.
Mutaciones en el gen ATP7B se relacionan con la enfermedad de Wilson.